# Kastro
Kastro, pseudonimo di Katari Terrance Cox (New York, 30 dicembre 1976), è un rapper statunitense.
Kastro è Cugino di 2Pac, ha fatto parte del gruppo Outlawz, creato dallo stesso Tupac Shakur, ha collaborato in molte canzoni con 2Pac e come membro degli Outlawz, tra le quali: Hit 'em up, Hail Mary, "Breathing", "Still i rise" e irrealizzati come "Last Hope".

## Carriera
Kastro iniziò a rappare con lo pseudonimo di K-Dogg nel gruppo Dramacydal composto da E.D.I. Mean, Yaki Kadafi, successivamente si aggiunse Napoleon, nel 1993 collaborò nel secondo album: Stricktly 4 My Niggaz di 2Pac.
Il 14 marzo 1995 Kastro e apparso nel singolo "Outlawz" di Tupac Shakur nell'album: Me Against The World.
Nel 1996 ha partecipato alla canzone: "Life Of An Outlawz", dopo la morte di  2Pac avvenuta a settembre e quella di Yaki Kadafi il gruppo perse Hussein Fatal che decise di tornare in New Jersey per via degli eventi avvenuti.
Nel 2016 si è convertito all'islam.

## Discografia

### Con Outlawz
Studio Album
- Still I Rise (1999)
- Ride wit Us or Collide wit Us (2000)
- Novakane (2001)
- Neva Surrenda (2002)
- Outlaw 4 Life: 2005 A.P. (2005)
- We Want In: The Street LP (2008)

Mixtapes
- Outlaw Warriorz Vol. 1 (with DJ Warrior) (2004)
- New World Order (with DJ Ipodd) (2005)
- Can't Turn Back (2007)
- Outlaw Culture Vol. 1 (2009)
- Outlaw Culture Vol. 2 (2009)
- Outlaw Culture Vol. 3 (2009)

Altri Album
- Still I Rise (Part 2) (2002)
- Ghetto Monopoly (2006)

### Con E.D.I.
Studio Album
- Blood Brothers (2002)